# Улрих фон Кьонигсег
Улрих фон Кьонигсег (на немски: Ulrich von Königsegg; † 8 юни 1313) от стария швабски благороднически род Кьонигсег е господар на Кьонигсег. Замъкът Кьонигсег днес е част от Гугенхаузен в Баден-Вюртемберг.
Той е син на Улрих фон Кьонигсег († 1298) и съпругата му Вилебирга, Аделхайд или Луитгард фон Юстинген († сл. 1281), дъщеря на Анселм фон Юстинген († 1299/1304) и Берта фон Феринген († 1294), дъщеря на граф Волфрад III фон Феринген († 1267/1268). Внук е на Бертхолд фон Кьонигсег († сл. 1266/ сл. 1273), рицар, господар на Кьонигсег, фогт на Хоскирх, и съпругата му Аделхайд († сл. 1268). Правнук е на Бертхолд фон Фронхофен († сл. 1209/сл. 1212), господар на Кьонигсег.
През 1613 г. потомците му стават фрайхерен и през 1629 г. са издигнати на имперски графове от император Фердинанд II.
Улрих фон Кьонигсег умира на 8 юни 1313 г. и е погребан в манастир Юберлинген-Барефоот.

## Фамилия
Улрих фон Кьонигсег се жени пр. 21 септември 1294 г. за Елизабет фон Валдбург († сл. 1294), сестра на Рудолф III фон Монфор († 1334), епископ на Кур и на Констанц (1322 – 1334), вдовица на фон Хоенфелс, дъщеря на „трушсес“ Еберхард II фон Валдбург († 1291) и Елизабет фон Монфор († сл. 1293), дъщеря на граф Рудолф II фон Монфор-Фелдкирх († 1302) и Агнес фон Грюнинген († сл. 1265/1328). Те имат пет сина:
- Бертхолд фон Кьонигсег († сл. 1355)
- Улрих II фон Кьонигсег († 28 януари 1389), рицар, залог-господар на Апенцел, Хундвил, Троген, Витенбах, Госау и Херизау, женен за Анна фон Хюрнхайм-Катценщайн († 27 август 1350); имат осем деца
- Еберхард фон Кьонигсег († пр. 22 септември 1366), господар на Фронхофен, женен на 3 април 1930 г. в Дрезден за Елизабет († сл. 1348); имат три сина
- Буркарт фон Кьонигсег
- Еберхарт фон Кьонигсег